# 联合国广场50号联邦办公大楼
联合国广场50号联邦办公大楼（50 United Nations Plaza Federal Office Building）是一座美国联邦办公大楼，位于旧金山市政中心区（Civic Center）的联合国广场，介于海德街与麦卡利斯特街之间。它于1936年建成，新古典主义风格，由小亚瑟·布朗设计，现已列入国家史迹名录，为国家历史地标。

## 建筑
1906年旧金山大地震摧毁了超过28,000座建筑物，重建时规划了市政中心，
1927年，政府拨款250万美元，用于设计和建造联邦大楼，但是最终造价达到了300万美元。这座建筑由小亚瑟·布朗设计，兴建于1934-1936年。

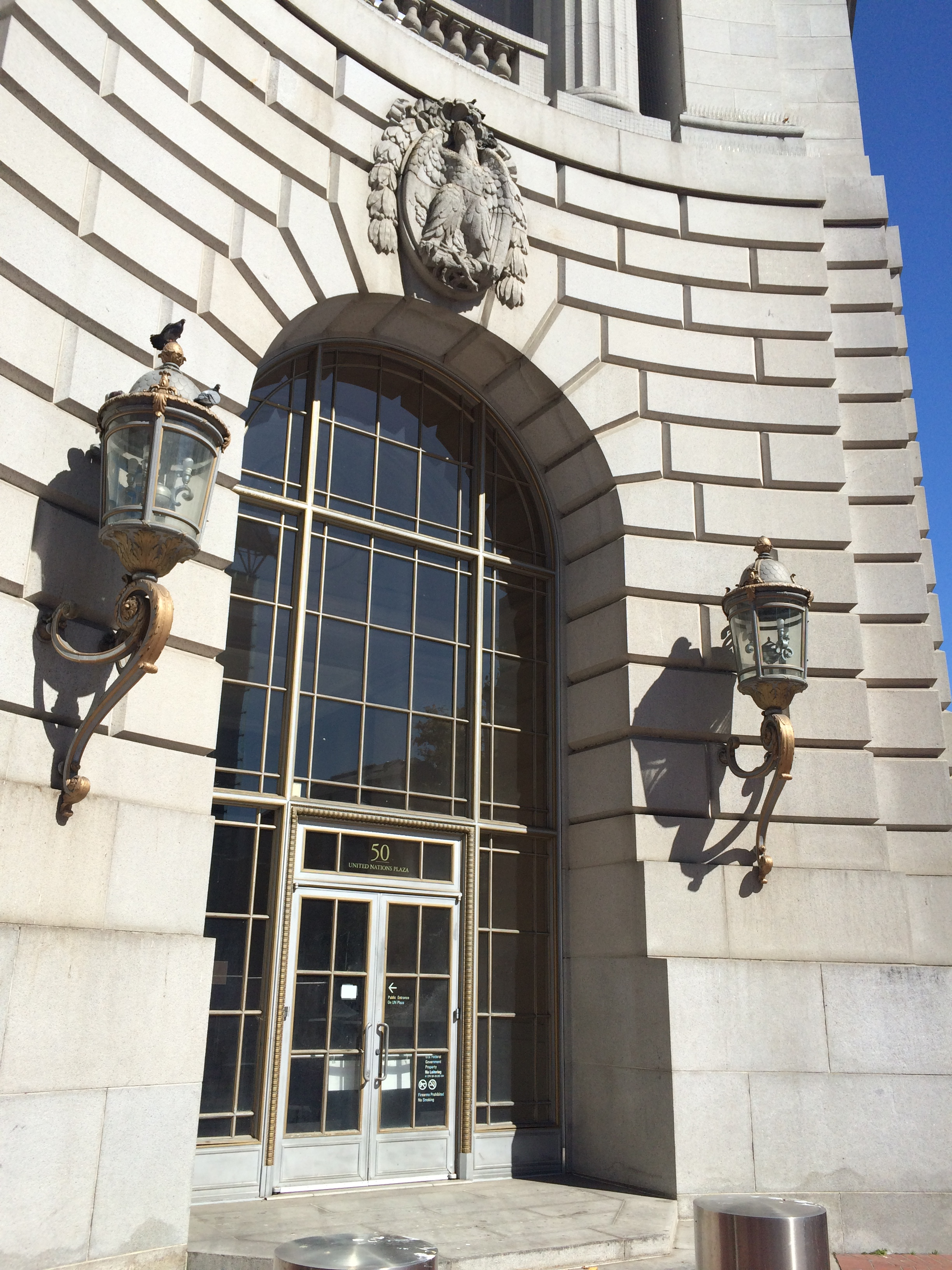
角门

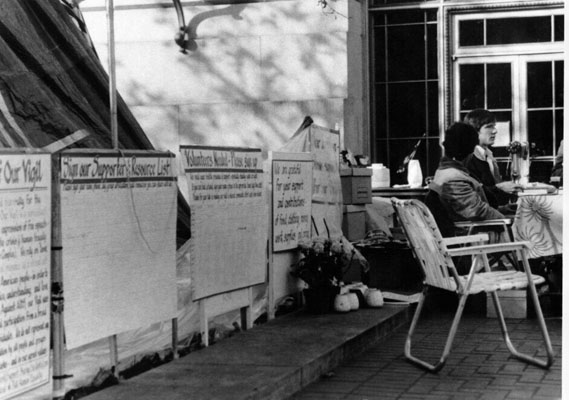